# Diclorofluoresceina
La diclorofluoresceina (DCF) è un indicatore e un pigmento della famiglia delle fluoresceine, utilizzato nelle titolazioni precipitometriche e argentometriche dal metodo di Fajans, con due atomi di cloro come sostituenti nelle posizioni 2 e 7.
Viene anche utilizzata nei test per misurare l'attività antiossidante cellulare (CAA, dall'inglese "cellular antioxidant activity"). La diclorofluoresceina viene infatti usato come una sonda e inserito nella cellula, dove può essere facilmente ossidato a dare un composto fluorescente. Il metodo misura quindi l'abilità di una molecola nel prevenire la formazione di questo composto.